# Cerco de Salto
O cerco de Salto ocorreu durante a Guerra do Uruguai, a partir de 22 até 28 de novembro de 1864, quando as forças brasileiras (sob o Marquês de Tamandaré) e as forças dos Colorados (comandados por Venancio Flores) tentaram capturar a cidade de Salto no Uruguai de defensores do exército uruguaio.
Dois navios de guerra brasileiros sob o comando do Primeiro Tenente Joaquim José Pinto bloquearam a cidade. Em 24 de novembro, Flores chegou com suas tropas e começou o cerco. O Coronel José Palomeque, comandante da guarnição do Uruguai, rendeu-se quase sem disparar um tiro, na tarde de 28 de novembro. O exército de Flores capturou e incorporou quatro peças de artilharia e 250 homens; 300 Colorados e 150 brasileiros foram deixados para trás para ocuparem a cidade.